# Casa Tudor-Teodorescu Braniște din Pitești
Casa Tudor-Teodorescu Braniște este un monument istoric aflat pe teritoriul municipiului Pitești.